# Invincible (Kelly Clarkson-dal)
Az Invincible Kelly Clarkson amerikai énekesnő és dalszövegíró hetedik albumának, a Piece By Piece-nek a 2. kislemeze, amit Sia Furler, Jesse Shatkin, Stephen Mostyn és Warren "Oak" Felder írtak. A dal egy orkesztrális szintipop himnusz a legyőzhetetlenségről. A vokálokban az ausztrál énekesnő, Sia is hallható. 2015. február 23-án jelentették meg első promóciós kislemezként, viszont 2015. május 18-ától volt hallható a rádiókban. A dalhoz a videót Alon Isocianu készítette.

## Dalszerzés és felvételek
Clarkson a 2012-es Stronger Tour-on dolgozta fel Sia 2004-es kislemezét, a Breathe Me-t. Sia ezt megköszönte és felfedte, hogy próbálkozik egy dalt írni Kelly-nek. Sia 2014-ben  megírta az Invincible-t Jesse Shatkin-nal, majd demonstrálta a munkáját producerének, Greg Kurstin-nek. A dal Kelly Clarkson új albumának a dalai felvételének végére lett kész. Shatkin bemutatta a dalt Clarkson-nak: "Tudom, hogy befejezted a felvételeket, de most írtunk egy elképesztő dalt, amiről azt gondoljuk, hogy jól állna neked."  Miután meghallgatta a demó-t, Kelly felvette a dalt és válaszolt:"Szerintem is jól állna nekem, akarom!"

## Kompozíció
Az Invincible-t Sia Furler, Jesse Shatkin, Stephen Mostyn és Warren Felder írta. Ez a 2 dalból az egyik, amit Sia erre az albumra írt. Az utolsó dal, ami felkerült a korongra, egy középtempójú orkeszetrális himnusz, melynek producere Shatkin és Kurstin volt. A vokálban Sia hangja is hallható. Szövegileg a legyőzhetetlenségről szól, elmondva egy kislány történetét, aki nővé válik és mérhetetlen erő lakozik benne, felfedezve az élet pozitív és negatív oldalát. A Billboard szerkesztője, Jason Lipshutz megjegyezte, hogy gyakran veszi fel Clarkson ezt a pózt, mint a What Doesn't Kill You (Stronger)-nál vagy a Breakaway című dalánál.  A dalban kiemelkedő a kórus szerepe, ahogy Kelly Clarkson vokáljai is.

## Megjelenés és fogadtatás
Clarkson megosztotta a kórus részét a weboldalán a Piece By Piece megjelenése előtt. 2015. február 23-án jelentették meg először promóciós kislemezként, majd Clarkson elmondta, hogy ezt a dalt tervezi második kislemezeként, a Heartbeat Song után.

### Kritikák
A 4Music azt nyilatkozta a dalról, hogy „erőt adó és erőteljes dal”, míg Time magazintól Nolan Feeney dicsérte az albumot, de szerinte nem Clarkson volt a megfelelő ehhez a dalhoz. A HitFix-nél Courtney E. Smith úgy írta le a dalt, hogy ebben a dalban is megvan az a "Clarkson-stílus", ami az előző dalainál is, mint a Since U Been Gone  vagy David Guetta Titanum-je. Az Entertainment Weekly úgy fogalmazott, hogy megvan ebben a dalban is a Stronger feeling-je. James Grebey a Spin-től azt gondolja, hogy Clarkson hangja és Furler dalszövege passzol egymáshoz, ennek a tetőzésére a kórus dob a dalon még. Az Idolator úgy írta le dalt, hogy érzelmes és robbanó vokállal rendelkezik.

### Listán való szereplés
Amikor az Invincible promocionális kislemez volt, 50. helyen debütált a Billboard lista pop eladási toplistáján 2015. március 14-én. A megjelenést követően 39. helyen debütált a Billboard Felnőtt Pop Daloknál 2015. április 6-án. 2015. Július 4-én 26. helyen debütált a Felnőtt Kortárs listán.

## Videóklip
A zenei videót Alon Isocianu rendezte, Los Angeles-nél forgatták 2015. április 30-tól május 1-ig. Addy Chan koreografálta a videót. 2015. május 15-én jelentették meg a dalhoz a dalszöveges videót, majd a videóklip 2015. május 29-én érkezett Kelly VEVO csatornájára. Clarkson a legtöbb időt táncolással tölti egy raktárban tele fényes lebegő kockákkal, ami a videó során széttörik és megjelenik az igazi nő, aki benne lakozott. Először szomorúság volt megfigyelhető az arcukon, de a végén a szomorúság boldogságra váltott át.

## Élő fellépések
Clarkson először a 2015-ös Billboard Music Awards-on adta elő kislemezét 2015. május 17-én. 2015. május 19-én a Voice-ban adta elő a dalát az egyik finalistával, Meghan Linsley-vel, majd május 19-én a The Ellen DeGeneres Show-ban. Clarkson az iHeart Radio "Summer Pool Party" nevezetű rendezvényén is fellépett május 30-án. A brit tévében először június 5-én szerepelt legújabb kislemezével, a This Morning című műsorban. 2015 júliusában is fellépett dalával a Macy's "4th of July Spectacular"-ben az NBC-n.

## Dallista
Digitális letöltés – Remixek középlemez
1.	"Invincible" (Vicetone Remix) – 3:24
2.	"Invincible" (tyDi Remix) – 4:32
3.	"Invincible" (tyDi Radio Mix) – 3:40
4.	"Invincible" (Tom Swoon Remix) – 4:56
5.	"Invincible" (Tom Swoon Radio Mix) – 3:37
6.	"Invincible" (7th Heaven Remix) – 6:45
7.	"Invincible" (7th Heaven Radio Mix) – 4:36

## Toplisták
| Toplista (2015)                     | Elért helyezés |
| ----------------------------------- | -------------- |
| Kanada AC (Billboard)               | 16             |
| Kanada Hot AC (Billboard)           | 42             |
| Skócia (Scottish Singles Top 40)    | 76             |
| US Pop Digital Songs (Billboard)    | 50             |
| US Adult Contemporary (Billboard)   | 22             |
| US Adult Top 40 (Billboard)         | 15             |
| US Hot Dance Club Songs (Billboard) | 25             |

## Megjelenés
| Régió                     | Formátum                                | Kiadó      | Katalógus száma | Forr   |
| ------------------------- | --------------------------------------- | ---------- | --------------- | ------ |
| Amerikai Egyesült Államok | Felnőtt kortárs rádió                   | RCA        | N/A             | [ 31 ] |
| Amerikai Egyesült Államok | Kortárs slágerek rádió                  | RCA        | N/A             | [ 32 ] |
| Világszerte               | Digitális letöltés – Remixek középlemez | Sony Music | ismeretlen      | [ 24 ] |